# Symfonie

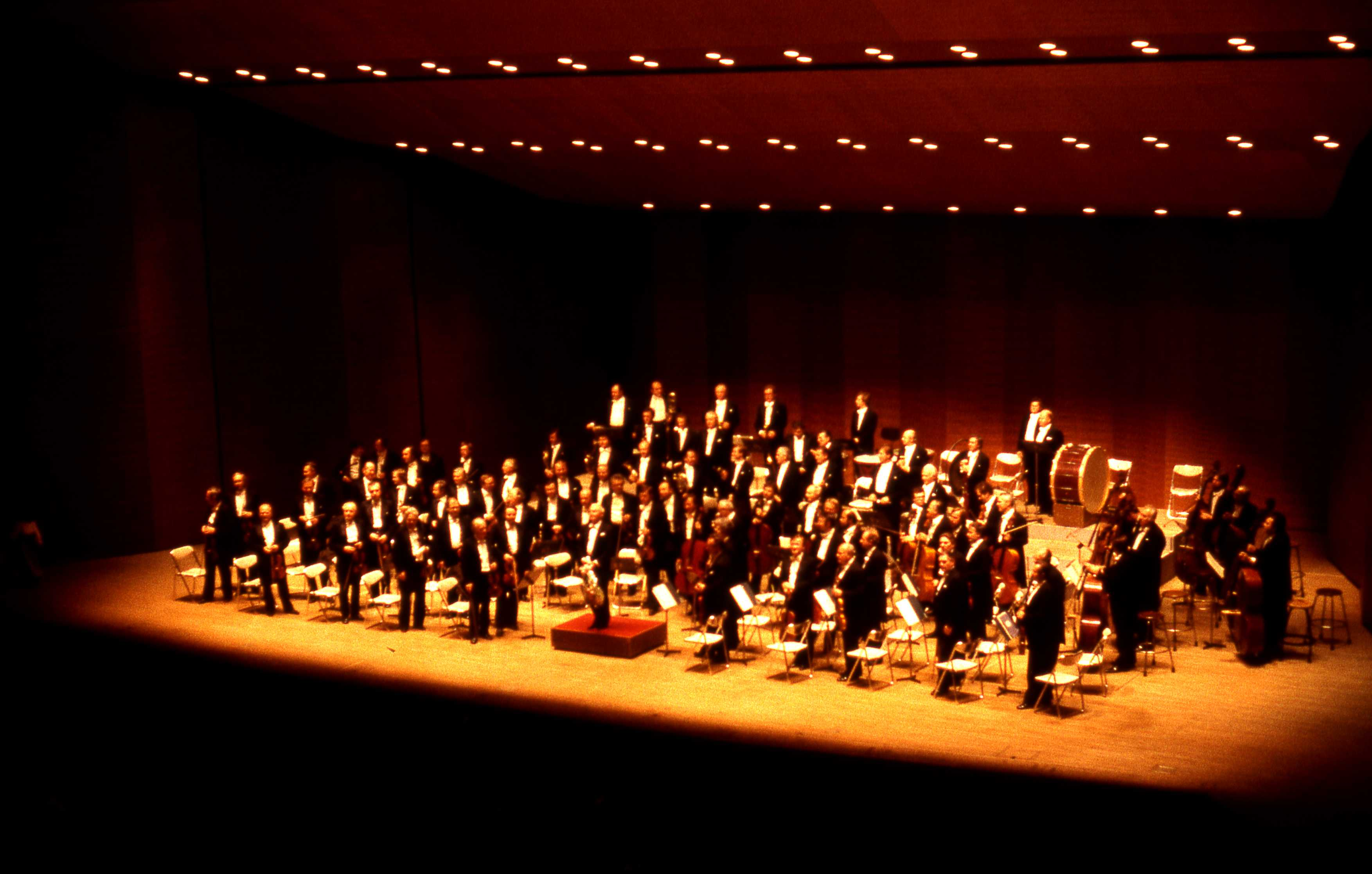
Symfonický orchestr, zde Česká filharmonie s dirigentem Václavem Neumannem na koncertě v japonském Kóbe roku 1982

Symfonie je v klasické hudbě cyklická hudební forma sonátového typu, komponovaná pro větší až velké nástrojové obsazení (zpravidla symfonický orchestr). Sestává obvykle z několika odlišných částí. Ačkoli tento termín měl v minulosti, již od starého Řecka, mnoho významů, koncem 18. století získal význam, který je dnes běžný. K původně instrumentální symfonii té doby později přibyla možnost uplatnění dalších komponentů, např. sólového zpěvu a sborů (Beethovenova 9. symfonie, Mahlerova 2. symfonie), v moderní klasické hudbě pak nejrůznějších dalších přidružených souborů, např. souboru bicích nástrojů (8. symfonie Miloslava Kabeláče, skladby Krzystofa Pendereckého) a dalších ne zcela tradičních součástí, např. elektronických nástrojů (Philip Glass), původně nehudebních (John Cage, György Ligeti), industriálních, hlukových a ambientních zdrojů zvuku, digitálně zpracovaných zvuků nástrojů z obsazení klasického orchestru (Vladimír Hirsch) atd. Symfonie jsou notovány v hudební partituře, která obsahuje všechny nástrojové části, orchestrální hudebníci ovšem nehrají z partitur, ale z partů, které obsahují pouze noty pro vlastní nástroj. Symfonická forma patří k nejnáročnějším hudebním útvarům jak z hlediska kompozičního, tak interpretačního, a je proto právem perlou a vrcholem v oboru skladatelského umění i umění koncertní interpretace.

## Historie
Význam výrazu v hudební historii zaznamenal v průběhu staletí mnoho změn. Původ tohoto útvaru i slova symfonie (volně přeloženo: souzvuk, současné znění více zdrojů zvuku) je nutno hledat již v antickém Řecku. Ve starověké řecké hudbě představoval tento výraz tedy totéž co dnes konsonance.
Ve středověku bylo slovo používáno k označení různých hudebních nástrojů, zejména těch, které byly schopné produkovat více než jeden zvuk současně. Isidor ze Sevilly používal slovo symfonie k označení dvouhlavého bubnu. Od 12. století se tímto slovem ve Francii označovala například niněra. V Anglii bylo v 16. století běžné takto označovat cimbál. V němčině byla symphonie obecným termínem pro spinety a jiné strunné nástroje dokonce až do 18. století.
Od 16. století začaly být jako symfonie pojmenovávány vokální skladby s instrumentálním doprovodem (např. Sacrae symphoniae Giovanni Gabrieliho z roku 1597). V 17. století je sinfonia předehrou k opeře (tzv. italská předehra). Právě tato „předehra“ - sinfonia, se stala přímým předchůdcem současné formy, která se v průběhu času proměňovala (počet vět 3-5, dělení jednotlivých částí rychlá-pomalá-rychlá, zaváděním sborů či sólistů atd.). Dost velkým rozdílem oproti budoucím symfoniím ovšem je, že v 17. století skladby určené pro velký orchestr přesně neurčovaly, jaké nástroje mají hrát které části, jak je tomu od 19. století běžné. Když totiž skladatelé 17. století psali skladby, počítali s tím, že je bude provádět taková skupina hudebníků, která bude zrovna k dispozici, s rozdílnou velikostí i nástrojovým obsazením.
Důležité pro rozvoj žánru byly i sociální faktory, zejména aristokratický zvyk 18. století vydržovat si vlastní orchestr, zvláště ve středoevropském prostoru. Takoví šlechtici pak podněcovali skladatele, aby začali psát právě složitější skladby pro své větší orchestry. V případě zakladatele symfonie v dnešním smyslu, Josepha Haydna, to byl  například italsko-český šlechtický rod Morzinů. Rozhodující úlohu sehrál pak Karel Josef z Morzinu, který jmenoval okolo roku 1757 Haydna kapelníkem svého orchestru na zámku Dolní Lukavice poblíž Plzně. Právě pro tento orchestr Haydn napsal své první symfonie. (Velkým mecenášem byl již Václav z Morzinu, pro nějž Antonio Vivaldi napsal Čtvero ročních dob). Haydn během 36 let napsal nejméně 106 symfonií
V době „otce“ klasické symfonie Josepha Haydna měla symfonie obvykle sonátovou cyklickou formu o třech větách. Toto členění bylo víceméně respektováno prakticky až do začátku 20. století. Pro moderní symfonie v dnešní vážné hudbě nejsou stanovena žádná předem daná pravidla a záleží na každém skladateli, jaký přístup a řešení si při skladbě symfonie zvolí. Zpočátku byly symfonie výhradně smyčcové, časem se přidávaly další nástroje, nejprve rohy a hoboje. Symfonická hudba měla zprvu tři epicentra, Milán, Vídeň a Mannheim. Tzv. mannheimská škola (založené českými hudebníky, především J. V. Stamicem a jeho syny) měla na rozvoj sonátové formy a symfonie velký vliv. Také ve vídeňském centru působil český autor Jan Křtitel Vaňhal, dále pak Georg Christoph Wagenseil nebo Karl Ditters von Dittersdorf. Milánská škola se soustředila kolem Giovanniho Battisty Sammartiniho. Žánru se posléze chopil Mozart, který vytvořil 47 symfonií za 24 let.
Revoluci v žánru způsobil na začátku 19. století Ludwig van Beethoven. Povýšil symfonii z každodenního žánru produkovaného ve velkém množství (jak je patrné z počtu symfonií Haydnových a Mozartových) na vrcholnou formu, ve které se skladatel snažil zkoncentrovat hudební nápady a emoce do několika málo děl. První dvě Beethovenovy symfonie sice ještě napodobují Mozarta a Haydna, počínaje Třetí symfonií (Eroica) však Beethoven rozšířil rozsah a ambice tohoto žánru. V roce 2016 ji světoví dirigenti proto vyhlásili nejlepší symfonií všech dob. Jeho symfonie č. 5 (zvaná též Osudová) je možná nejslavnější symfonie vůbec (zvláště díky úvodní větě, jež se stala jednou z nejznámějších světových melodií). Poskytla model převzatý pozdějšími symfoniky. Beethovenovo dílo vrcholilo 9. symfonií se známou Ódou na radost.
Obrovského rozmachu pak symfonie dosáhla v éře romantismu. Zejména díky Hectoru Berliozovi (Fantastická symfonie), Franzi Schubertovi (Nedokončená), Antonínu Dvořákovi (Novosvětská) a Gustavu Mahlerovi (Vzkříšení). Žánru se věnovali i Felix Mendelssohn-Bartholdy, Robert Schumann, Ferenc Liszt, Anton Bruckner, Johannes Brahms, Petr Iljič Čajkovskij, Camille Saint-Saëns, Alexandr Borodin nebo César Franck. Oblíbenost symfonie jen na čas během 19. století potlačila symfonická báseň. Tyto básně ale byly někdy seskládány do cyklu, čímž se znovu přiblížily symfonické formě (např. Smetanova Má vlast).
Také modernističtí autoři se v žánru symfonie dobře zabydleli. Pod jejich vlivem došlo k další diverzifikaci stylu a obsahu děl. Někteří skladatelé, včetně Dmitrije Šostakoviče, Sergeje Rachmaninova nebo Carla Nielsena, pokračovali v tradiční čtyřvěté formě, jiní skladatelé variovali a inovovali: například 7. symfonie Jeana Sibelia je v jedné větě, proti tomu Alpská symfonie Richarda Strausse je rozdělena na dvaadvacet částí. Stažení do jediné věty si modernisté posléze velmi oblíbili, bazíroval na něm zejména Arnold Schoenberg, později Kurt Weill nebo Paul Dessau. Podobná rozmanitost byla zaznamenána v délce symfonií. Gustav Mahler to ve svých pozdnějších dílech dotáhl až na 100 minut, Havergal Brian (Symfonie č. 1, tzv. Gotická) v roce 1927 na 120 minut. Proti tomu Malá symfonie č. 1 od Daria Milhauda, složená v roce 1917, trvá pouhé tři a půl minuty. Vedle tohoto experimentování se někteří autoři 20. století záměrně pokoušeli evokovat původní formy žánru z 18. století, to je případ zejména Sergeje Prokofjeva a Igora Stravinského. Někteří začali volit kratší a lehčí žánr, kterému se začalo říkat sinfonietta (Leoš Janáček, Prokofjev). Za významné autory symfonií druhé poloviny 20. století bývají označováni Luciano Berio (Sinfonia, 1968) nebo Elliott Carter (Symfonie tří orchestrů, 1976).